# Міхай Фаркаш
Міхай Фаркаш (угор. Farkas Mihály; 1904 — 1965) — міністр оборони Угорської Народної Республіки в 1948-1953 роках. Один з організаторів масових репресій. Вважався третьою особою партійно-державної ієрархії після Матяша Ракоші і Ерне Гере. Після падіння режиму Ракоші був притягнутий до судової відповідальності, відбував тюремне ув'язнення.

## Ранні роки
Походження Міхая Фаркаша не цілком зрозуміле, його батько невідомий. Мати — єврейка Янка Леві — працювала покоївкою. При народженні він отримав ім'я Германн Леві.
У 1919 році перебрався до Чехословаччини. Працював друкарем, очолював організацію робітничої молоді. Перейнявся ідеями комунізму, вступив до чехословацької компартію. Відрізнявся радикалізмом, був схильний до підпільної діяльності і політичного насильства. У 1925-1929 роках перебував у в'язниці. Після звільнення емігрував до СРСР, служив в апараті Комінтерну. Брав участь в іспанській громадянській війні на боці комуністів.

## Політична кар'єра
Під час Другої світової війни перебував в СРСР. Разом з Матьяшем Ракоші і Ерне Гере знаходився в закордонному бюро ЦК Компартії Угорщини. У листопаді 1944 року прибув до Угорщини, на територію, контрольовану радянськими військами. Брав участь в діяльності тимчасового уряду в Дебрецені. Змінив ім'я на угорське — Міхай Фаркаш.
У травні 1945 року Міхай Фаркаш був кооптований в ЦК реорганізованої Угорська компартія. На наступний рік став заступником генерального секретаря Ракоші. Курував партійні відділи по силових структурах, кадровій політиці, фінансах та інформації.
Як партійний куратор армії і поліції Міхай Фаркаш активно брав участь в створенні Управління із захисту держави (поліційний підрозділ AVO), з 1948 — Управління держбезпеки (AVH) і масових репресіях. Обіймав посаду держсекретаря МВС, очолюваного Ласло Райком.
У 1948 році Фаркаш увійшов до керівництва керівної Угорської партії трудящих, що створена після поглинання комуністами Соціал-демократичної партії.
9 вересня 1948 року Міхай Фаркаш був призначений міністром оборони. Отримав військове звання генерал-полковника, а з 1950 року — генерала армії. Організовував політичні репресії в армії, проводив жорстку чистку командного складу. Взяв активну участь у відстороненні, арешті, засудженні і страті Ласло Райка. Після цього посунувся на третю позицію в партійно-державної ієрархії, після Ракоші і Гере. Виступав активним провідником сталінського курсу.

## Суд і в'язниця
Позиції Міхая Фаркаша похитнулися після смерті Сталіна. Уже в 1953 році Фаркаш залишив пост міністра оборони, на наступний рік був виведений зі складу політбюро ЦК УПТ. Однак він залишався членом партійного керівництва — очолював відділ ЦК по агітації і пропаганді. Виступав з позицій сталінізму і ракошизму, проти реформаторської політики Імре Надя. У квітні 1955 року Фаркаш був виведений з секретаріату ЦК і направлений на навчання у Військову академію імені М. В. Фрунзе у Москві.
У березні 1956 року спеціальна комісія ЦК розпочала розслідування «порушень соціалістичної законності» з боку Міхая Фаркаша. Три місяці по тому комісія виключила Фаркаша з партії і позбавила генеральського звання. 12 жовтня Фаркаш був заарештований.
Судовий процес передбачалося проводити в закритому режимі, що викликало обурення громадськості, особливо студентів. Вимога відкритого процесу стало одним з гасел студентської демонстрації 23 жовтня 1956 року, що поклала початок Угорській революції 1956 року.
23 березня 1957 року, вже при правлінні Яноша Кадара, суд визнав Міхая Фаркаша винним у масових репресіях і засудив до 6 років в'язниці. 19 квітня термін ув'язнення був продовжений до 16 років.

## Останні роки. Смерть
Міхай Фаркаш відбув в ув'язненні менш ніж п'ять років і був звільнений вже в 1961 році. Останніми роками життя працював у видавництві, займався перекладами, читав лекції. Підкреслював незмінність своїх комуністичних поглядів, виправдовував режим Ракоші, заперечував власну винність.
Керівництво правлячої УСРП відносилося до Фаркаша негативно, що не допускало до політики, обмежувало в заохочення за продуктивну роботу у видавництві. Це сприяло розвитку депресії. Існує версія про самогубство Фаркаша, але офіційно вона не підтверджувалася.
Помер Міхай Фаркаш у віці 61 року.

## Сім'я
Дружина Міхая Фаркаша — Регіна Леві — була словацької комуністичною активісткою. 1929 року під важким враженням від політичних невдач і розлучення з чоловіком вона зробила невдалу спробу суїциду. Згодом перебралася до Франції, полягала в ФКП.
Володимир Фаркаш, син Міхая Фаркаша, був полковником держбезпеки, найближчим сподвижником Габора Петера. Подібно до свого батька і свого начальника, Володимир Фаркаш був засуджений за участь в репресіях.